# Seven Years in Tibet (chanson)
Cet article concerne la chanson. Pour le film de 1997, voir Sept Ans au Tibet. Pour le livre, voir Sept Ans d'aventures au Tibet. Pour le film documentaire de 1959, voir Sept Ans d'aventures au Tibet (film).
Singles de David Bowie
Dead Man Walking Pallas Athena
Pistes de Earthling
Battle for Britain (The Letter) Dead Man Walking
Seven Years in Tibet  est une chanson de David Bowie parue en 1997 sur l'album Earthling, puis en single. 
Le texte est de David Bowie à l'exception de la version en mandarin écrite par Lin Xi. 

## Musiciens
- David Bowie : chant, guitare, saxophone, claviers, samples
- Reeves Gabrels : programmation, synthétiseurs, guitares, chant
- Mark Plati : programmation, boucles, samples, claviers
- Gail Ann Dorsey : basse, chant
- Zachary Alford : boucles de batterie, batterie acoustique, percussions électroniques
- Mike Garson : claviers, piano